# Microserica arorogensis
Microserica arorogensis är en skalbaggsart som beskrevs av Moser 1922. Microserica arorogensis ingår i släktet Microserica och familjen Melolonthidae. Inga underarter finns listade i Catalogue of Life.